# Amelia (Mazepa)
Amelia – jedna z głównych postaci dramatu Juliusza Słowackiego Mazepa; żona Wojewody.
Chociaż jest mężatką, nawiązuje potajemny romans z pasierbem Zbigniewem. Jest też obiektem uczuć Mazepy i króla Jana II Kazimierza.
Kiedy Amelia dowiaduje się o samobójczej śmierci Zbigniewa, zażywa truciznę.
W teatralnych inscenizacjach Mazepy w postać Amelii wcielały się m.in.: Helena Modrzejewska, Jadwiga Andrzejewska, Krystyna Ankwicz, Joanna Banasik, Elżbieta Barszczewska, Ewa Leśniak, Alicja Migulanka, Zofia Rysiówna, Aleksandra Śląska, Marzena Trybała, Marzena Wieczorek, Magdalena Wójcik, Stanisława Wysocka, Maria Zbyszewska.
W filmowej adaptacji dramatu Słowackiego w reżyserii Gustawa Holoubka Amelię zagrała Magdalena Zawadzka.